# Charles Swindall

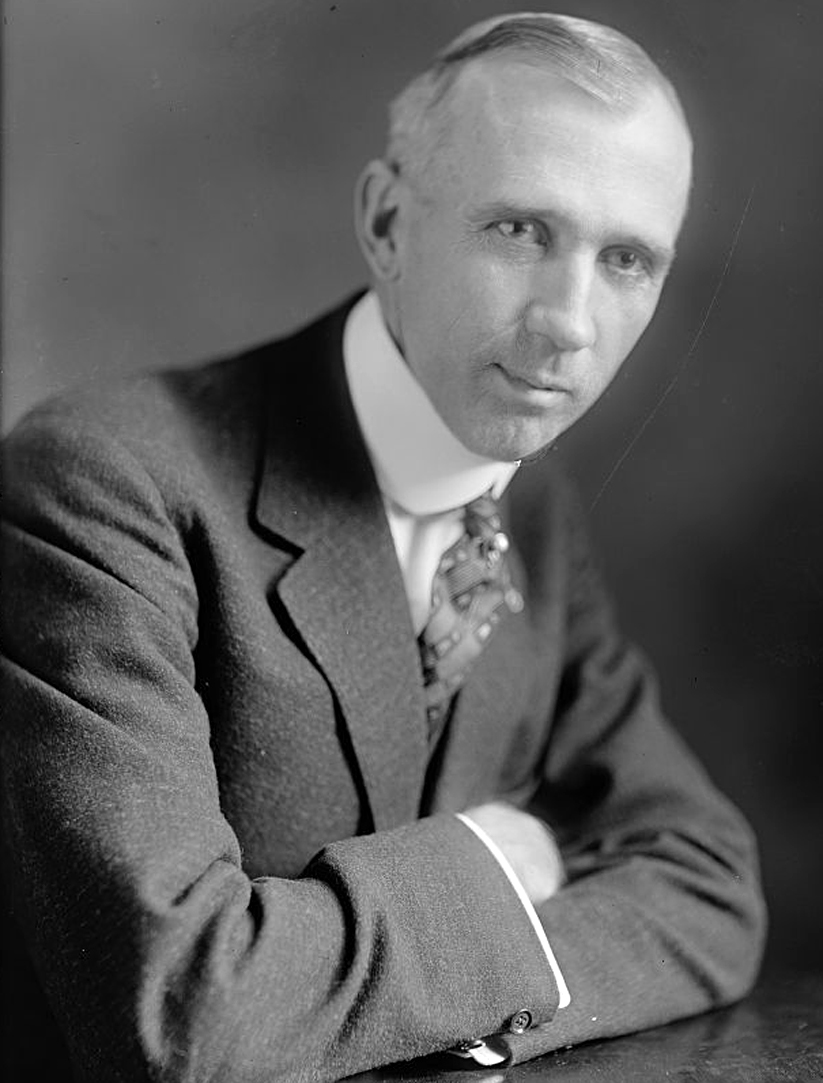
Charles Swindall

Charles Swindall (* 13. Februar 1876 bei Terrell, Kaufman County, Texas; † 19. Juni 1939 in Oklahoma City, Oklahoma) war ein US-amerikanischer Jurist und Politiker. Zwischen 1920 und 1921 vertrat er den achten Wahlbezirk des Bundesstaates Oklahoma im US-Repräsentantenhaus.

## Werdegang
Charles Swindall besuchte nach der Grundschule die Vanderbilt University in Nashville und studierte danach bis 1897 an der Cumberland University in Lebanon Jura. Nach seiner im gleichen Jahr erfolgten Zulassung als Rechtsanwalt begann er in Woodward im damaligen Oklahoma-Territorium in seinem neuen Beruf zu arbeiten. Zwischen 1898 und 1900 war er Bezirksstaatsanwalt im damaligen Day County, das heute Ellis County heißt. Danach arbeitete er wieder als Rechtsanwalt in Woodward.
Swindall wurde Mitglied der Republikanischen Partei und war im Jahr 1916 Delegierter zur Republican National Convention in Chicago. Nach dem Tod des Kongressabgeordneten Dick Thompson Morgan am 4. Juli 1920 kam es im achten Distrikt von Oklahoma zu Nachwahlen, die Swindall für sich entschied, womit er Morgans Nachfolger im Repräsentantenhaus in Washington, D.C. wurde. Dort konnte er aber nur vier Monate zwischen dem 2. November 1920 und dem 3. März 1921 sein Mandat ausüben, weil er bei den regulären Kongresswahlen des Jahres 1920 von seiner Partei nicht mehr nominiert wurde.
Nach seiner kurzen Zeit im Kongress arbeitete Swindall wieder als Rechtsanwalt. Zwischen 1924 und 1929 war er Richter im 20. Gerichtsbezirk von Oklahoma und von 1929 bis 1934 war er am Oklahoma Supreme Court als Richter tätig. Danach war er bis zu seinem Tod im Jahr 1939 wieder Rechtsanwalt.